# بيز تاسنا
بيز تاسنا (بالإنجليزية: Piz Tasna)‏ هو أحد جبال سلسلة جبال الألب سيلفريتا ويقع في كانتون غراوبوندن في سويسرا. يحتل المرتبة رقم 147 في قائمة جبال سويسرا من حيث الارتفاع، إذ يبلغ ارتفاعه حوالي 3179 متر، بينما يبلغ ارتفاع نتوء الجبل 371 متر، هذا وقد سجل أول وصول لقمة الجبل عام 1849.